# Crosbyton
Crosbyton é uma cidade localizada no estado norte-americano de Texas, no Condado de Crosby.

## Demografia
Segundo o censo norte-americano de 2000, a sua população era de 1874 habitantes.
Em 2006, foi estimada uma população de 1712, um decréscimo de 162 (-8.6%).

## Geografia
De acordo com o United States Census Bureau tem uma área de
5,5 km², dos quais 5,5 km² cobertos por terra e 0,0 km² cobertos por água.

## Localidades na vizinhança
O diagrama seguinte representa as localidades num raio de 40 km ao redor de Crosbyton.